# „Topola” i „Smoła”
"Topola" i "Smoła" – placówki konspiracyjne powstałe w rejonie Kórnika w czasie okupacji hitlerowskiej. W grudniu 1939 r. powołano ogniwo NOB z bazą w leśniczówce Drapałka I. Placówkę szyfrowano nazwą "Topola". Na początku 1940 r. zorganizowano placówkę miejską o nazwie "Smoła", przekształconą następnie w jednostkę ZWZ.

## Kórnicka konspiracja podczas II wojny światowej

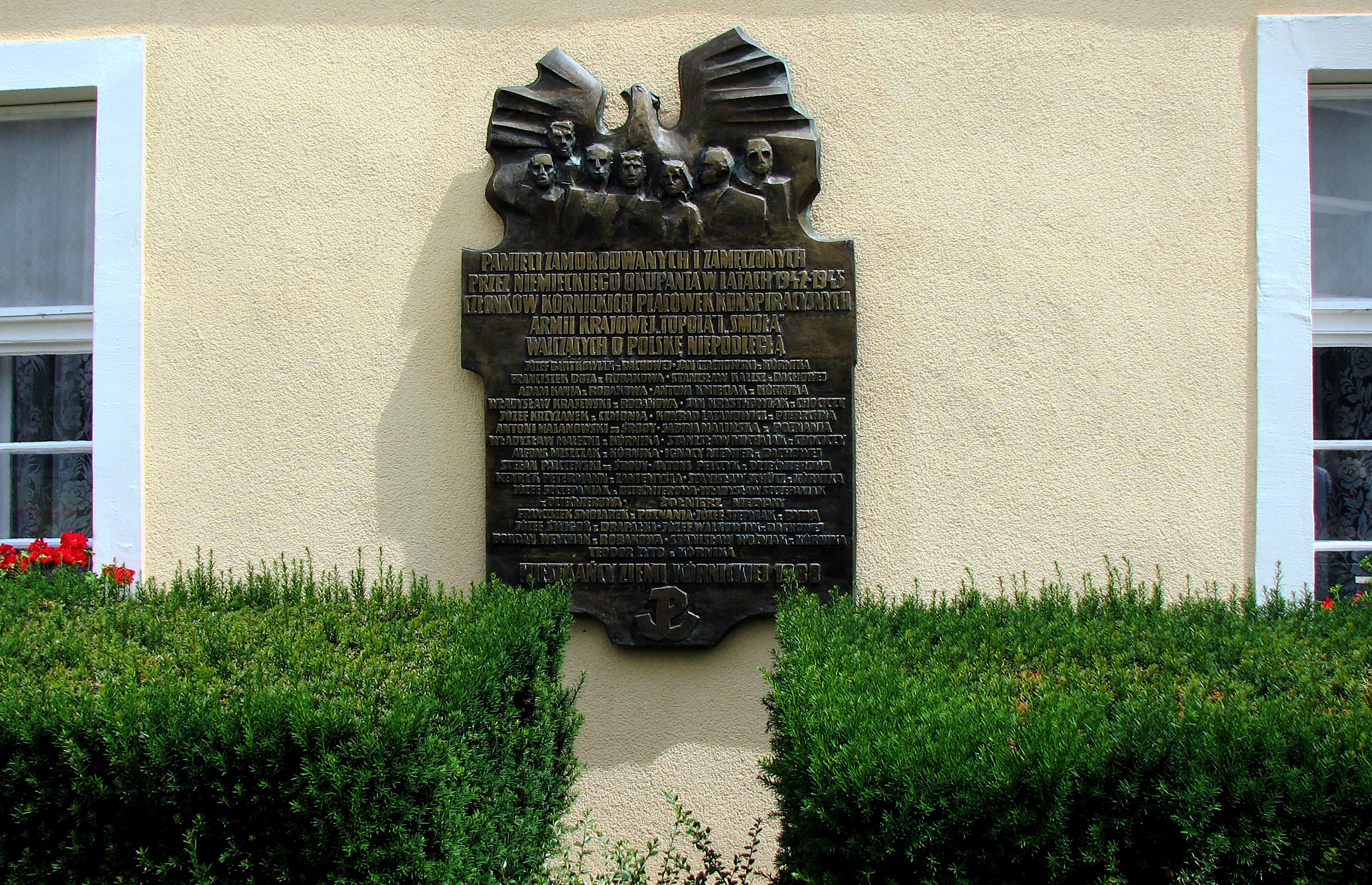
Tablica upamiętniająca działaczy "Topoli" i "Smoły", którzy zginęli w czasie II wojny światowej

Egzekucja piętnastu mieszkańców Kórnika, do której doszło 20 października 1939 r., była fragmentem większej akcji eksterminacyjnej w Wielkopolsce. "Sfingowane, śmiesznie drobne zarzuty – brak jakiejkolwiek możliwości obrony – wyrok dla piętnastu: kara śmierci przez publiczne rozstrzelanie – cel: sparaliżować podbity kraj terrorem" – pisał prof. Jerzy Fogel. Zbrodnia rzeczywiście wywołała wśród mieszkańców szok i załamanie, z drugiej jednak strony Polacy nie utracili własnej tożsamości i jednoczyli się we wspólnym przeżywaniu niedoli. W taki sposób powstawał klimat do pierwszych działań konspiracyjnych. Odważnie bojkotowano kolejne zarządzenia okupanta dotyczące oddawania maszyn do pisania czy pamiątek narodowych. Do Kórnika dotarły wkrótce (m.in. dzięki Bronisławowi Szwarcowi) pierwsze gazetki konspiracyjne, wydawane w Poznaniu i Warszawie. Na przełomie 1939 i 1940 r. nauczyciel z Pierzchna, Konrad Latanowicz, rozpoczął wydawanie pisma pt. "Dla Ciebie Polsko".
Pierwsze plany poczynań niepodległościowych powstawały w czasie spotkań w leśniczówce Drapałka I prowadzonej przez Józefa Świgonia (ps. "Świerk") i w kórnickiej gazowni. Za konieczne działania uznano samopomoc społeczną, przechowywanie pamiątek narodowych oraz mienia i dokumentacji polskich organizacji, prowadzenie nasłuchu radiowego, wydawanie ulotek. Kiedy Józef Szczepaniak, syn powstańca wielkopolskiego, przystąpił do organizowania ogniwa NOB w Kórniku, do realizacji tego celu pozyskał Świgonia i jego żonę Czesławę (ps. "Tola").

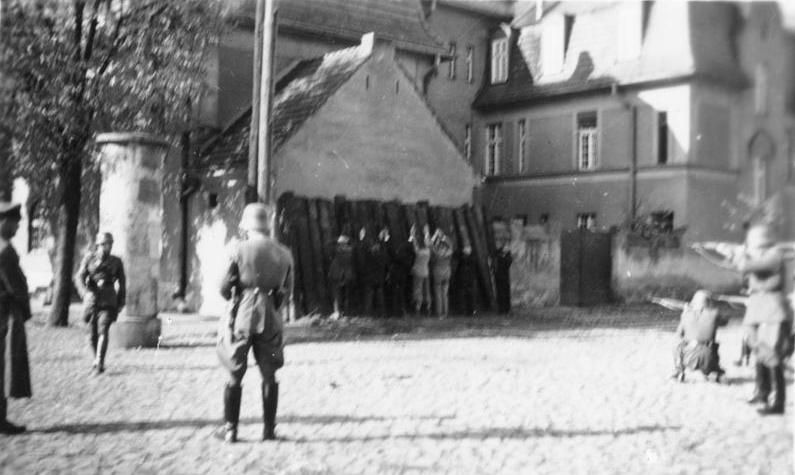
Rozstrzelanie mieszkańców Kórnika 20 października 1939 r.

### "Topola"

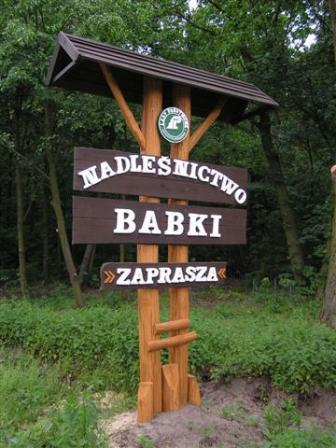
Drapałka I znajduje się na terenie Nadleśnictwa Babki

Organizacyjne spotkanie członków placówki "Topola" odbyło się w okresie Świąt Bożego Narodzenia 1939 r. w leśniczówce Drapałka I w pobliżu Dziećmierowa. W skład sztabu placówki weszli: pchor. Józef Szczepaniak, sierż. Władysław Krajewski, Józef Świgoń, Władysław Małecki, ppor. Czesław Schilf, ppor. czasu wojny Bohdan Weychan. Powstało kilka ogniw placówki w okolicach Kórnika. Józef Świgoń włączył do organizacji okolicznych leśniczych, tworząc z nich wydzieloną sekcję. W Drapałce I zorganizowano powielarnię pozwalającą na druk m.in. pisma "Armia Narodowa". Funkcję szefa propagandy pełnił Władysław Małecki (ps. "Żbik"), a do pomocy przydzielono mu Sabinę Malińską (ps. "Saba") i Władysława Krajewskiego (ps. "Pająk").
Jak opisywał dr Marian Woźniak, matryce woskowe przygotowywano w różnych miejscach, wykorzystując materiały z nasłuchu radiowego, prowadzonego przez braci Drożaków. Kolportażem zajmowali się Edward Klemens, W. Krajewski, Bolesław Drożak (ps. "Żubr"), Ignacy Niemier i Bohdan Weychan (ps. "Wydra"). Zimą 1940/1941 przeniesiono punkt nasłuchu radiowego z leśniczówki do kuźni Czesława Antkowiaka.

### "Smoła"
Placówkę miejską NOB w Kórniku, na podstawie umowy z Józefem Szczepaniakiem, stworzył z początkiem 1940 roku gazomistrz Stanisław Woźniak (ps. "Inkasent"). Kierował nią wykorzystując doświadczenie z kursów tajnych służb WP. Placówka z bazą w gazowni liczyła początkowo sześć sekcji, którymi kierowali po przeszkoleniu: Antoni Kmieciak (ps. "List"), Henryk Drożak (ps. "Borsuk"), Roman Jańczyk (ps. "Lada), Stanisław Pelczyński (ps. "Cholewa") i Antoni Wróblewski (ps. "Winorośl"). Swym zasięgiem placówka obejmowała Kórnik i Bnin. Kolportowała pisma "Polska Narodowa" i "Dla Ciebie Polsko", organizowała pomoc społeczną oraz prowadziła działalność wywiadowczą. Latem 1940 r. grupowała 125 członków.
W następnym roku z Woźniakiem nawiązał kontakt płk. Rudolf Ostrihansky, komendant Okręgu Poznańskiego Związku Walki Zbrojnej. Placówkę przekształcono w ZWZ i nadano kryptonim "Smoła".

### Scalenie z AK
Wiosną 1942 r. rozpoczęła się akcja połączenia z Armią Krajową wszystkich ogniw konspiracji w rejonie Kórnika. W tym celu w organizacjach rozkolportowano rozkaz KG AK. Z Woźniakiem współpracował por. Jerzy Gawroński, działający z grupą pełnomocników terenowych Wielkopolskiej Tajnej Organizacji Powstańców. Dla realizacji planów przyjęto zasadę indywidualnych powołań do AK. Członkowie sztabu "Smoły" zostali zobowiązani do udziału w szkoleniach, po których wzrosła liczba i różnorodność zadań zlecanych placówce – m.in. dokumentowano działania okupanta i opisano przebieg niszczenia kościoła parafialnego w Bninie.
Zatrudniona w firmie cementowej w Gądkach grupa konspiratorów z "Topoli" stwierdziła, że kształtki ze zbrojonego betonu zamawiane są przez niemieckie zakłady Focke Wulf. Wzbudziło to zainteresowanie Oddziału Informacyjno-Wywiadowczego AK, które zleciło opracowanie planu obszaru budowy. Zadania dotyczyły też obserwowania dostaw kolejowych.
Dokonano ponadto modernizacji sieci nasłuchu radiowego – dla potrzeb dowodzenia miał się on opierać wyłącznie na systemie wiadomości i komunikatów British Broadcasting Company. Zapis musiał być dostarczany niezwłocznie do rąk inspektora rejonowego AK. Działania te były w tym czasie intensywnie rozpracowywane przez gestapo.

### Rozbicie kórnickich placówek
W przypadku "Topoli" dekonspiracja zaskoczyła wszystkich, głównie sztab. Została ona poprzedzona wzbudzającą podejrzenia wizytą w leśniczówce mieszkańca wsi Markowice. Jak się okazało, kontaktował się on z gestapo. Kiedy w "Topoli" zarządzono alarm, wszelkie działania były spóźnione. E. Klemens zdołał jedynie ewakuować nakład ostatniego numeru "Polski Narodowej". 24 września 1942 r. aresztowano Józefa Szczepaniaka, W. Krajewskiego, A. Malanowskiego i Józefa Świgonia. W kilka dni w rękach gestapo było całe kierownictwo "Topoli". Kiedy 5 października do gazowni przybyli hitlerowcy, Woźniak pozbawił się życia, rzucając się do zbiornika smoły pogazowej. Zgodnie z ustalonym wcześniej planem "Ter", aresztowani mieli zrzucić na niego winy, próbując ratować własne życie.
Na karę śmierci skazani zostali w 1943 r. m.in. Józef Szczepaniak, Władysław Krajewski, Sabina Malińska, Bohdan Weychan, Józef Świgoń. Podczas przesłuchań i w ciężkich więzieniach życie straciło 30 żołnierzy związanych z "Topolą" i "Smołą".